# Umar Rabahi
Umar Rabahi (Omar Rebahi, ar. عمر رباحي; ur. 2 września 1978) – algierski judoka. Trzykrotny olimpijczyk. Zajął dziewiąte miejsce w Sydney 2000; odpadł w eliminacjach w Atenach 2004 i 21 miejsce. w Pekinie 2008. Walczył w wadze ekstralekkiej.
Uczestnik mistrzostw świata w 2001, 2003 i 2005. Startował w Pucharze Świata w latach 1999-2001. Triumfator igrzysk śródziemnomorskich w 2005. Mistrz igrzysk afrykańskich w 2003, 2007 i trzeci w 1999. Dziewięciokrotny medalista mistrzostw Afryki w latach 1997 - 2008.

## Letnie Igrzyska Olimpijskie 2000
| Konkurencja | Eliminacje           | Eliminacje                | Repasaże                 | Repasaże                | Klas. końcowa |
| Konkurencja | Przeciwnik I         | Przeciwnik II             | Przeciwnik I             | Przeciwnik II           | Miejsce       |
| ----------- | -------------------- | ------------------------- | ------------------------ | ----------------------- | ------------- |
| 60 kg       | Juan Jacinto (DOM) Z | Alisher Mukhtarov (UZB) P | Francis Labrosse (SEY) Z | Elçin İsmayılov (AZE) P | 9.            |

## Letnie Igrzyska Olimpijskie 2004
| Konkurencja | Eliminacje               | Klas. końcowa |
| Konkurencja | Przeciwnik I             | Miejsce       |
| ----------- | ------------------------ | ------------- |
| 60 kg       | Bazarbiek Donbaj (KAZ) P | I runda.      |

## Letnie Igrzyska Olimpijskie 2008
| Konkurencja | Eliminacje             | Klas. końcowa |
| Konkurencja | Przeciwnik I           | Miejsce       |
| ----------- | ---------------------- | ------------- |
| 60 kg       | Rishod Sobirov (UZB) P | 21.           |